# Вольйон
Вольйон (фр. Vaulion) — громада  в Швейцарії в кантоні Во, округ Юра-Нор-Водуа.

## Географія
Громада розташована на відстані близько 90 км на захід від Берна, 26 км на північний захід від Лозанни.
Вольйон має площу 13,2 км², з яких на 3,2% дозволяється будівництво (житлове та будівництво доріг), 48,1% використовуються в сільськогосподарських цілях, 48,3% зайнято лісами, 0,4% не є продуктивними (річки, льодовики або гори).

## Демографія
2019 року в громаді мешкало 497 осіб (+9,7% порівняно з 2010 роком), іноземців було 9,1%. Густота населення становила 38 осіб/км².
За віковим діапазоном населення розподілялося таким чином: 21,1% — особи молодші 20 років, 59,2% — особи у віці 20—64 років, 19,7% — особи у віці 65 років та старші. Було 231 помешкань (у середньому 2,2 особи в помешканні).
Із загальної кількості 162 працюючих 61 був зайнятий в первинному секторі, 48 — в обробній промисловості, 53 — в галузі послуг.